# Legionella tucsonensis
Espèce
Legionella tucsonensis est une espèce de bactéries gram-négatives de la famille des Legionellaceae.

## Taxonomie
Le nom correct complet (avec auteur) de ce taxon est Legionella tucsonensis Thacker et al. 1990. Décrite en 1989 dans le Journal of clinical microbiology, la validation de ce nom a été publiée en 1990,.
La souche type de cette espèce est la souche 1087-AZ-H, laquelle a été déposée dans des banques de cultures bactériennes avec les identifiants ATCC 49180, CCUG 31119, CIP 105113, DSM 19246, et NCTC 12439.

### Étymologie
L'étymologie de l'épithète spécifique de L. tucsonensis provient du lieu où a été isolé cet organisme : tuc.son.en’sis. N.L. masc./fem. adj. tucsonensis, appartenant à Tucson, Arizona,.